# Taharahaus (Lovosice)

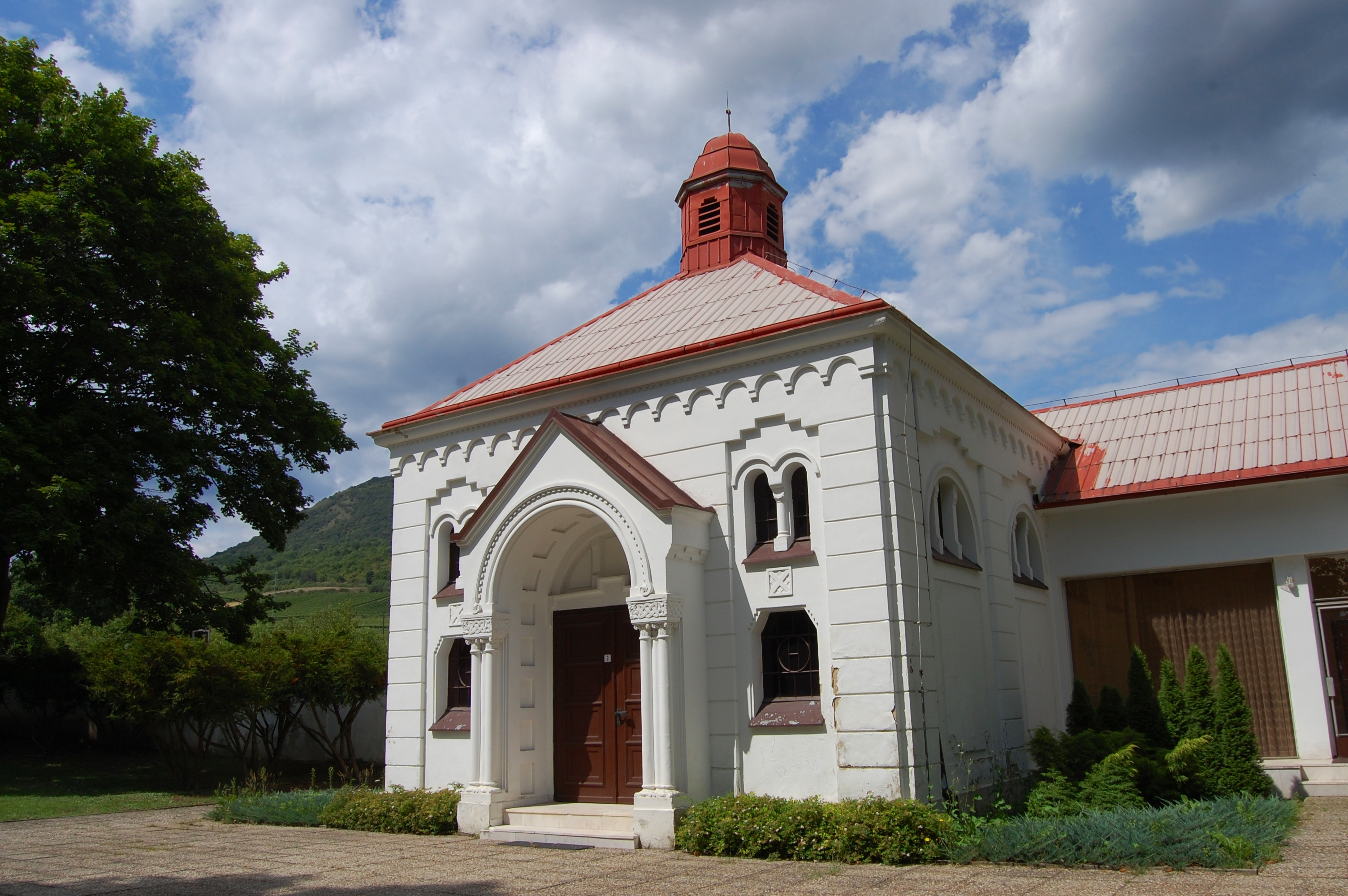
Taharahaus in Lovosice

Das Taharahaus in Lovosice (deutsch Lobositz), einer Stadt des Okres Litoměřice im Ústecký kraj in Tschechien, wurde in den 1870er Jahren errichtet. Das Taharahaus dient heute als Trauerhalle des städtischen Friedhofs.